# Griechische Badminton-Mannschaftsmeisterschaft
Griechische Badminton-Mannschaftsmeisterschaften werden seit 1992 ausgetragen.

## Die Titelträger
| Saison    | Sieger                      |
| --------- | --------------------------- |
| 1992      | AC Mikines                  |
| 1993      | AC Mikines                  |
| 1994      | AC Mikines                  |
| 1995      | nicht ausgetragen           |
| 1996      | nicht ausgetragen           |
| 1997      | AGC Roupel Sidirokastro     |
| 1998      | AGC Roupel Sidirokastro     |
| 1999      | E. A. T. E. K. College Club |
| 2000      | E. A. T. E. K. College Club |
| 2001      | E. A. T. E. K. College Club |
| 2002      | AGC Roupel Sidirokastro     |
| 2003      | A.C IKAROI Athens           |
| 2004      | E. A. T. E. K. College Club |
| 2005      | E. A. T. E. K. College Club |
| 2006      | E. A. T. E. K. College Club |
| 2007      | AGC Roupel Sidirokastro     |
| 2008      | AGC Roupel Sidirokastro     |
| 2009      | AGC Roupel Sidirokastro     |
| 2010      | AGC Roupel Sidirokastro     |
| 2011      | AGC Roupel Sidirokastro     |
| 2012      | AGC Roupel Sidirokastro     |
| 2013      | AGC Roupel Sidirokastro     |
| 2014      | AGC Roupel Sidirokastro     |
| 2015      | AGC Roupel Sidirokastro     |
| 2016      | AGC Roupel Sidirokastro     |
| 2017      | AGC Roupel Sidirokastro     |
| 2018      | AGC Roupel Sidirokastro     |
| 2019      | OAGO Thessaloniki           |
| 2020      | OAGO Thessaloniki           |
| 2021 2022 | nicht ausgetragen           |
| 2023      | OAGO Thessaloniki           |
| 2024      | keine Daten                 |

## Referenzen
- Badminton Europe